# Jesper Duelund
Jesper Duelund (født 14. juli 1982) er en dansk fodboldspiller.

## Karriere
Duelund begyndte karrieren i Virum-Sorgenfri Boldklub, men spillede fra 1998 til 2002 i Lyngby Boldklub. Efter en pause startede han i 2003 i Brønshøj Boldklub, hvorefter turen i 2005 gik til Hellerup Idrætsklub.
Han spillede for Hellerup IK frem til september 2016, hvor han skulle til England for at studere. I februar 2007 vendte han tilbage til Hellerup IK.
Op til foråret 2008 skiftede Duelund til Brønshøj Boldklub, som han spillede for til og med efteråret 2009.

## Anden virke
I sit civile liv har han læst international marketing og management ved Copenhagen Business School.